# Christophe Gagliano
Christophe Gagliano (París, 22 de mayo de 1967) es un deportista francés que compitió en judo.
Participó en los Juegos Olímpicos de Atlanta 1996, obteniendo una medalla de bronce en la categoría de –71 kg. Ganó una medalla de plata en el Campeonato Mundial de Judo de 1997 y cuatro medallas en el Campeonato Europeo de Judo entre los años 1991 y 1997.

## Palmarés internacional
| Juegos Olímpicos   | Juegos Olímpicos         | Juegos Olímpicos  | Juegos Olímpicos |
| Año                | Lugar                    | Medalla           | Categoría        |
| ------------------ | ------------------------ | ----------------- | ---------------- |
| 1996               | Atlanta (Estados Unidos) | Medalla de bronce | –71 kg           |
| Campeonato Mundial |                          |                   |                  |
| Año                | Lugar                    | Medalla           | Categoría        |
| 1997               | París (Francia)          | Medalla de plata  | –71 kg           |
| Campeonato Europeo |                          |                   |                  |
| Año                | Lugar                    | Medalla           | Categoría        |
| 1991               | Praga (Checoslovaquia)   | Medalla de bronce | –71 kg           |
| 1995               | Birmingham (Reino Unido) | Medalla de plata  | –71 kg           |
| 1996               | La Haya (Países Bajos)   | Medalla de bronce | –71 kg           |
| 1997               | Ostende (Bélgica)        | Medalla de bronce | –71 kg           |